# Hünningen (Ense)

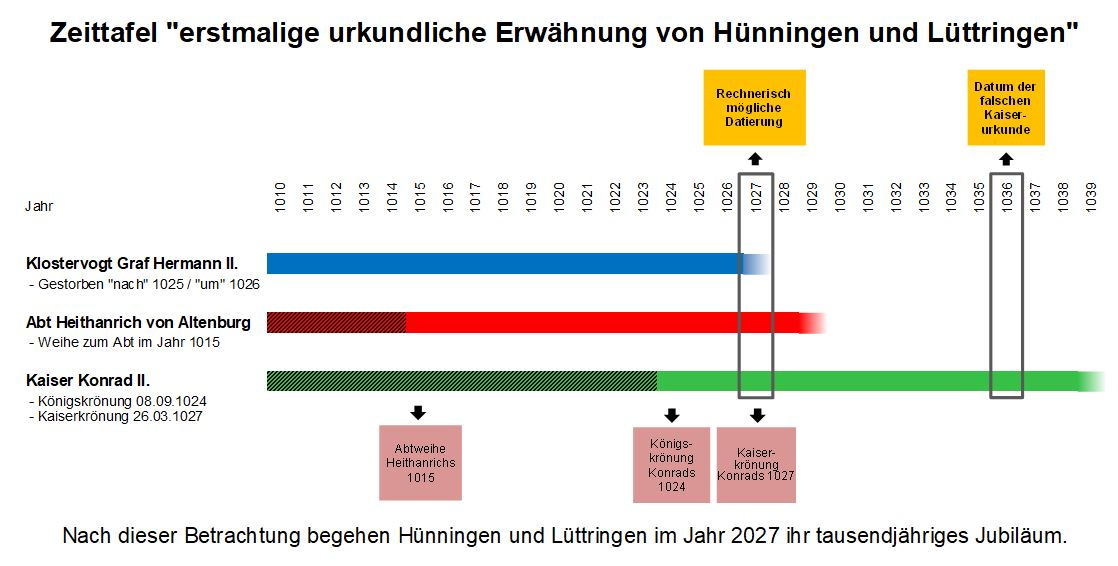
Nach dieser Betrachtung kommt als erstmalige urkundliche Erwähnung das Jahr 1027 in Betracht.

Hünningen ist ein Ortsteil der Gemeinde Ense im Kreis Soest in Nordrhein-Westfalen. Der Ort hat 473 Einwohner.

## Hünningen im Überblick

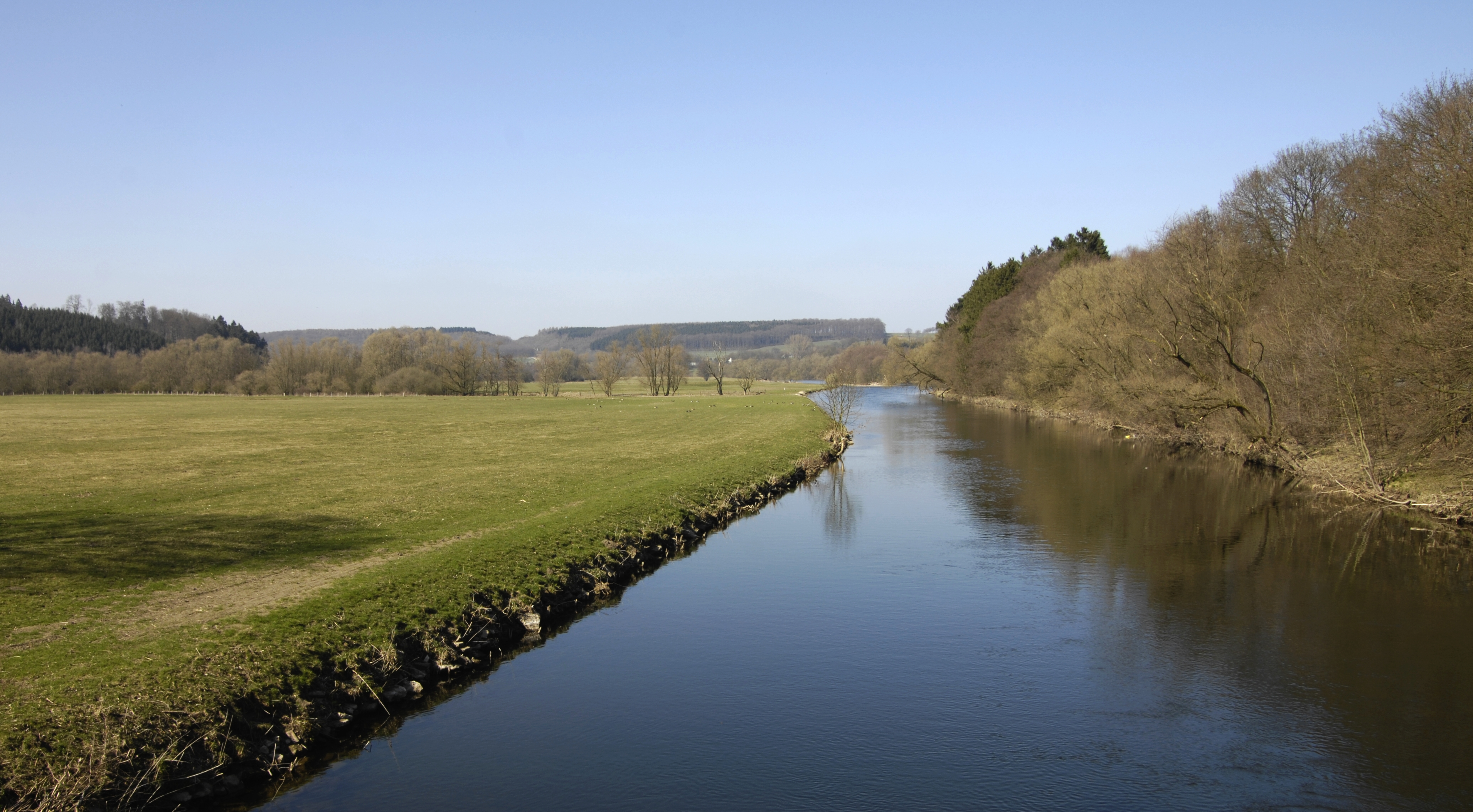
Die Ruhr bei Hünningen

Hünningen ist ein Dorf mit 461 Einwohnern an der Schnittstelle des Sauerlands zur Soester Börde. Mit weiteren 13 Ortsteilen bildet Hünningen die Gemeinde Ense und liegt im Kreis Soest in Nordrhein-Westfalen. In einem Radius von 20 Kilometern befinden sich die Städte Werl, Soest und Arnsberg, der Haarstrang, der Arnsberger Wald und der Möhnesee. Zusammen mit dem Nachbardorf Lüttringen, mit dem es enge Verflechtungen gibt, bildet Hünningen ein „Doppeldorf“. Auf Hünninger Gebiet befindet sich Haus Füchten, ein früherer Adelssitz aus dem 13. Jahrhundert. Hünningen als Ortschaft blickt auf eine tausendjährige Geschichte zurück. Siedlungsspuren lassen sich bis in die Jungsteinzeit zurückverfolgen.
Hünningen stellte ursprünglich eine rein bäuerliche Siedlung dar, doch Landwirtschaft gibt es nur noch im Nebenerwerb. Das dörfliche Erscheinungsbild, wie es zum Teil heute noch zu erkennen ist, entwickelte sich im 19. Jahrhundert. Mit dem Zuzug von Flüchtlingen aus östlichen Reichsteilen nach dem Zweiten Weltkrieg sowie der Ausweisung von Baugebieten im 20. Jahrhundert ging auch ein Anwachsen der Bevölkerung einher. Allerdings liegt der Entwicklung keine raum- oder bauplanerische Idee zu Grunde. Hünningen verfügt somit weder über eine erkennbar gewollte Struktur, noch über eine richtige Dorfmitte. Nach der Schließung der „Dorfschänke“ im Jahr 1997 gibt es in der Ortsmitte außer einem Spielplatz keinen öffentlichen Begegnungsort mehr. Neben dem Spielplatz befindet sich das Feuerwehrhaus, welches eine Löschgruppe und einen Spielmannszug beherbergt.
Obwohl Hünningen weder über einen richtigen Begegnungsort noch über Einzelhandel oder Gastronomie verfügt, bietet der Ort ein vergleichsweise hohes Angebot von Freizeit- und Bildungsmöglichkeiten. Diese befinden sich an der Grenze zu Lüttringen, wo die Straße „Am Gelke“, welche nicht unmittelbar an die Hünninger Wohnbebauung anschließt, die Ortsgrenze bildet. Auf Hünninger Seite befinden sich die Grundschule „Fürstenbergschule“ mit separater Sporthalle, ein Beachvolleyballplatz und eine Skateranlage. Auf der gegenüberliegenden Lüttringer Seite befindet sich die Schützenhalle der Schützenbruderschaft St. Hubertus Hünningen-Lüttringen e. V., ein Sportplatz mit Sportheim, das Familienzentrum „Lummerland“, eine Tennisplatzanlage mit Vereinsheim und ein Siedlerheim. Diese „öffentliche Meile“ wertet die beiden relativ kleinen Orte Hünningen und Lüttringen in ihrem Wohnwert erheblich auf. Auch das Vereinsleben wird von der Einwohnerschaft beider Dörfer getragen und bietet ein relativ großes Freizeitangebot.
Die Gemeinde Ense, zu der Hünningen gehört und welche im Rahmen der kommunalen Neugliederung des Landes Nordrhein-Westfalen gebildet wurde, existiert seit dem 1. Juli 1969. Die Ortsteile sind seitdem nicht mehr eigenständig und auch postalisch unter der Bezeichnung „Ense“ zusammengefasst. Üblich ist die Schreibweise seit der Neugliederung häufig mit Bindestrich. Daher wird als Ortsangabe oft auch „Ense-Hünningen“ verwendet.
Die Bevölkerungsdichte liegt mit rund 110 Einwohner/km² im europäischen Durchschnitt (zum Vergleich: Nordrhein-Westfalen ca. 530, Bundesrepublik Deutschland ca. 230, Europa ca. 120). Die Mehrheit der Bevölkerung ist römisch-katholisch und seit Ende des Zweiten Weltkriegs sind auch vermehrt evangelische Christen nach Hünningen gezogen. Andere Religionen sind nur vereinzelt vertreten und die Zahl der Konfessionslosen steigt.

## Geschichte
Unabhängig von der erstmaligen urkundlichen Erwähnung reichen Siedlungsspuren im Raum Hünningen bis in die Jungsteinzeit zurück. Eine Ortsgründung nach heutigem Verständnis erfolgte an der Schwelle von der Antike zum Mittelalter in der Zeit der Merowinger. Schriftliche Dokumente darüber sind jedoch nicht erhalten. Nach den Merowingern wurde die Region von den Sachsen beherrscht, die im 8. Jahrhundert von den Karolingern unterworfen wurden. Mit der Verfestigung von staatlichen Strukturen beginnt um das Jahr 1000 die dokumentierte Geschichte von Hünningen.

### Hünningen in der Zeit vor der dokumentierten Ortsgeschichte
Die Besiedlung von Hünningen erfolgte in über einen Zeitraum von mehr als 5000 Jahren:
- Jäger und Sammler in der Jungsteinzeit (Ruhr, Bremer-Bachtal, Fürstenberg)
- Siedlungsspuren sesshafter Menschen ab der Bronzezeit
- Zugehörigkeit zum Herrschaftsraum der Merowinger ab dem 6. Jahrhundert n. Chr.
- Zugehörigkeit zum Herrschaftsraum der Sachsen ab dem späten 7. Jahrhundert n. Chr.
- Zugehörigkeit zum Herrschaftsraum der Karolinger ab dem 9. Jahrhundert n. Chr.
- Teil des Deutschen Reiches ab 10. dem Jahrhundert n. Chr. (→ Beginn von Aufzeichnungen)

Im Jahr 1986 erforschte Hilmar Tilgner von der Universität Mainz die Entstehungsgeschichte von Hünningen und Lüttringen als sogenanntes Doppeldorf. Derart fundierte und weitreichende Forschungen sind für ein Dorf dieser Größenordnung keineswegs selbstverständlich und stellen den bis dato größten heimatgeschichtlichen Beitrag zu Hünningen dar. Die Forschungsergebnisse von Hilmar Tilgner sind in der Festschrift 950 Jahre Hünningen-Lüttringen festgehalten.

### Erstmalige urkundliche Erwähnung
Im Laufe der Jahrhunderte änderte sich der Ortsname mehrfach und oft wurden unterschiedliche Schreibweisen gleichzeitig verwendet. Abgeleitet ist das Wort Hünningen aus dem Sächsischen und bedeutete ursprünglich „bei den Häusern des Huno“. Die frühe Ortsbezeichnung setzte sich zusammen aus dem Namen „Huno“ und der sächsischen Endung „-inghausen“ für Dorf/Siedlung. Die heutige Bezeichnung hat sich im 19. Jahrhundert durchgesetzt; bekannt sind folgende Schreibweisen:
- Hunninghuson
- Honnynckhuißsen
- Hunnighusen
- Hunninchuson
- Hoinghusen
- Hünningsen
- Hünningen

Lange umstritten war die Datierung der ersten urkundlichen Erwähnung sowohl von Hünningen als auch von Lüttringen. Beide Orte blicken auf eine rund tausendjährige gemeinsame Vergangenheit zurück. Im Mittelpunkt ihrer erstmaligen Erwähnung steht eine Urkunde von Kaiser Konrad II. aus der Dynastie der Salier. Das Original dieser Urkunde erwähnt beide Orte des Doppeldorfes und ist im Laufe der Jahrhunderte abhandengekommen. Allerdings existiert eine Fälschung, mit welcher im späten Mittelalter Machtpolitik betrieben wurde. Diese Urkunde datiert die erstmalige Erwähnung (im Folgenden z. T. auch „Gründung“ genannt) auf das Jahr 1036 n. Chr. Auf Grundlage dieser Fälschung haben im Jahr 1986 mehrere Orte in Südwestfalen ihr 950-jähriges Bestehen gefeiert. Doch bereits im Jahr 1986 hatten die Organisatoren der Feierlichkeiten im Doppeldorf herausgefunden, dass die Gründung früher erfolgt sein muss. Große Verdienste um diese Erkenntnisse hat der Mainzer Historiker Hilmar Tilgner, dessen Stiefmutter Hünninger Wurzeln hatte, erworben. Der Arbeit von Tilgner ist es zu verdanken, dass die Fälschung als solche entlarvt wurde. Zweifel an der Echtheit der Urkunde gab es bereits vorher schon und spätestens seit 1986 liegt nun auch ein wissenschaftlicher Beleg für eine Fälschung vor.
Bei der Suche nach der korrekten Datierung der erstmaligen urkundlichen Erwähnung spielen drei Protagonisten eine entscheidende Rolle: Klostervogt Hermann II. von Werl, Abt Heithanrich vom Kloster Werden bei Essen und Kaiser Konrad II. Die echte Urkunde, welche der Fälschung zu Grunde liegt, kann nur in einem Jahr ausgefertigt worden sein, in dem alle drei Protagonisten ihre Ämter bekleidet haben. Zur Veranschaulichung dient dazu die Zeittafel „erstmalige urkundliche Erwähnung“ (siehe Abbildung). Die Lebens- und Wirkungsdaten lassen eine Datierung der Urkunde für das Jahr 1027 als naheliegendste Möglichkeit erscheinen. Da Konrad erst 1027 zum Kaiser gekrönt wurde und sich dieses Jahr mit dem Ableben von Klostervogt Hermann überschneidet (seine Lebensdaten variieren in unterschiedlichen Quellen), verdichten sich die Anzeichen, dass die Ersterwähnung ins Jahr 1027 fällt. Das tausendjährige Jubiläum des Doppeldorfes fiele somit in das Jahr 2027.

### Kriege und Konflikte
Wann zuletzt Kampfhandlungen in Hünningen stattgefunden haben, ist nicht erforscht. Bis ins 17. Jahrhundert waren innerdeutsche Auseinandersetzungen die größte Gefahr für die Bewohner von Hünningen. Dazu zählten beispielsweise die Soester Fehde im 15. Jahrhundert, die Truchsessschen Wirren im 16. Jahrhundert oder der Dreißigjährige Krieg im 17. Jahrhundert, welche auch das Gebiet von Hünningen tangiert haben. Ob und in welchem Umfang aber tatsächlich auch auf Hünninger Gebiet gekämpft wurde, ist nicht bekannt und selbst Plünderungen sind nicht dokumentiert. Sehr wahrscheinlich sind Kämpfe, Plünderungen und Gräueltaten dennoch, was sich an folgenden Beispielen festmachen lässt:

#### Schlacht auf der Haar bei Burg Waterlappe
Historisch verbrieft ist die „Schlacht auf der Haar“ während der Truchsessschen Wirren am 2. März 1586. Diese Schlacht im Umfeld der Burg Waterlappe fand in unmittelbarer Nachbarschaft von Hünningen statt. Hintergrund waren konfessionelle Konflikte, bei denen es ursprünglich um die Konvertierung des Westfälischen Herzogs und Kölner Erzbischofs Gebhard Truchsess von Waldburg zum protestantischen Glauben ging. Bei Auseinandersetzungen um dessen Lehnshoheit in Werl kam es zwischen Hünningen, Bremen, Werl und Ruhne zur Schlacht. Die Schlacht bei Burg Waterlappe steht exemplarisch dafür, wie viel Leid kriegerische Konflikte für die Dorfbevölkerung bedeuteten. Einen Rückschluss für die Auswirkungen auf Hünningen lässt ein Bericht von Bernd Kirschbaum zu, der im Jahr 2016 alte Quellen sichtete. Unter anderem die wörtliche Erwähnung der „Fährstelle bei Haus Füchten“ unterstreicht, dass auch auf Hünninger Gebiet gekämpft wurde:
Am Ende lagen 280 Tote noch für mehrere Tage auf dem Schlachtfeld, ungefähr 600 waren auf der Flucht zur Fährstelle bei Haus Füchten erschlagen worden oder in der Ruhr ertrunken. Wo sie beigesetzt worden sind oder ob vielleicht irgendwo ein Massengrab existiert, ist nicht mehr bekannt. Fast in jedem Dorf des Herzogtums [Anm.: Herzogtum Westfalen] herrschte Trauer, dennoch sind nur wenige Namen der Toten überliefert …
Westlich von Ense-Ruhne, unterhalb des Haarwegs, erinnert ein Gedenkkreuz mit Inschrift an die Schlacht auf der Haar bei Ense-Bremen.

#### Schwedische Söldner in der Pfarrkirche St. Lambertus
Ein weiteres Zeugnis für kriegerische Gewalt ist ein Gemälde in der Pfarrkirche St. Lambertus in Ense-Bremen. Der dreißigjährige Krieg (1618–1648) hatte auch den Raum Ense erreicht und schwedische Söldner haben (Ense-)Bremen heimgesucht. Dabei ist ein protestantischer Reiter in die katholische Kirche eingedrungen und hat mit einem Schwert auf ein Bild eingestochen.
Unabhängig von der damit verbundenen Sage, dass der protestantische Söldner für seine Freveltat eine göttliche Strafe erhielt, belegt das Gemälde mit seinen Einstichen die Präsenz von Söldnern im Dreißigjährigen Krieg. Dass diese sich mit Plünderungen und Entführungen finanzierten, ist wissenschaftlich belegt. Nachgewiesen sind zudem Gräueltaten wie Vergewaltigungen oder Brandschatzungen. Es ist nahezu zwingend davon auszugehen, dass diese Söldner außer Bremen auch die Umgebung und somit Hünningen heimgesucht haben.

#### Vom 18. Jahrhundert bis Gegenwart
Es ist zwar nicht völlig auszuschließen, dass Konflikte, die sich nach dem Dreißigjährigen Krieg ereignet haben – wie der Siebenjährige Krieg oder die napoleonischen Kriege – Hünningen unmittelbar erreicht haben, aber es liegen keinerlei heimatgeschichtliche Erkenntnisse für Kampfhandlungen in Hünningen hervor.
Da die Frontlinien des Ersten Weltkriegs an und jenseits der Reichsgrenzen lagen, war Hünningen auch von diesem Konflikt – zumindest unmittelbar – verschont.
In den letzten Tagen des Zweiten Weltkriegs haben amerikanische Truppen zwei Artillerie-Warnschüsse auf Hünningen abgefeuert, die allerdings nur geringfügigen Sachschaden verursachten.
Auch wenn Hünningen seit mindestens 300 Jahren von unmittelbaren Kriegseinwirkungen verschont geblieben ist, haben sich viele bewaffnete Konflikte auf Hünningen ausgewirkt. Den höchsten Preis für diese Konflikte zahlten stets junge männliche Hünninger, die als Soldaten fern der Heimat ihr Leben riskierten oder verloren. Insbesondere die Leiden und Qualen Verwundeter oder die dramatischen Schicksale von Vermissten und Kriegsgefangenen zählen zu den schlimmen unmittelbaren Auswirkungen von Kriegen. Auch wenn der Heimatort von Kampfhandlungen verschont wurde, durchlebte die übrige Dorfbevölkerung ebenfalls schlimme Traumata. Familien verloren ihren „Ernährer“, Frauen wurden zu Witwen, Kinder zu Waisen und Eltern verzweifelten am Verlust ihrer Liebsten. Weiterhin litten Bewohner von Hünningen unter Versorgungsengpässen. Dank der landwirtschaftlichen Prägung und da die meisten Bewohner selbst über Gemüsegärten oder Vieh verfügten, gab es keine solchen Hungersnöte, wie sie aus den Städten bekannt sind.
Aus den beiden Weltkriegen sind die Opfer namentlich bekannt. Für diejenigen Hünninger, welche an der Front gekämpft haben und nicht zurückgekehrt sind, wurden Gedenktafeln angefertigt. Diese wurden nach dem Zweiten Weltkrieg mit Spenden der Einwohner finanziert und im Heiligenhaus am östlichen Ortseingang angebracht. Diese Bronzetafeln dienen einerseits dem Gedenken und andererseits als Ermahnung vor Terror, Willkür und Gewalt.
| Erster Weltkrieg – 1914 bis 1918: | Zweiter Weltkrieg – 1939 bis 1945: |
| --------------------------------- | ---------------------------------- |
| Wilhelm Nagel                     | Hermann Jolk                       |
| Peter Rubarth                     | Heinrich Kimna                     |
| Wilhelm Homberg                   | Anton Meier                        |
| Franz Severin                     | Willi Bühner (vermisst)            |
| Ferdinand Osterhaus               | Josef Lenze (vermisst)             |
| Theodor Osterhaus                 | Wilhelm Meier (vermisst)           |
|                                   | Anton Osterhaus (vermisst)         |
|                                   | Heinrich Rubarth (vermisst)        |
|                                   | Gottfried Schumacher (vermisst)    |
|                                   | Heinrich Vonnahme (vermisst)       |

Eine unmittelbare Folge des Zweiten Weltkriegs war die Flüchtlingswelle aus den östlichen Teilen des Deutschen Reiches. Obdachlose Flüchtlinge wurden in vielen bereits bewohnten Häusern zwangsuntergebracht. Das führte zu äußerst beengten Wohnverhältnissen und zu erheblichen Spannungen – sowohl familienintern als auch zwischen Einheimischen und Flüchtlingen.

## Geografie

### Geografische Lage
Hünningen liegt etwa 3 Kilometer südlich des Haarstrangs am nördlichen Rand des Sauerlands in Nordrhein-Westfalen. Es bildet den südwestlichsten Ort der Gemeinde Ense und des Kreises Soest. Der tiefste geografische Punkt ist mit 150 Metern über NN die Ruhr bei Haus Füchten und der höchste Punkt ist die Fürstenbergschule mit 230 m über NN. Das Kerndorf liegt bei etwa 200 Metern über NN. Damit liegt Hünningen rund 90 Meter unter dem deutschlandweiten Mittel von 287 Metern. In Hünningen herrscht gemäßigtes mitteleuropäisches Klima, doch durch den topografischen Anstieg von der Ruhr zum Dorf sind die Westwinde sehr intensiv.
Abgegrenzt wird Hünningen im Norden durch das Bremer-Bach-Tal, während im Osten die Grenze durch die Feldflur verläuft. Nach Süden grenzt Hünningen an Lüttringen sowie an den Fürstenberg und im Westen verläuft die die Grenze durch das Ruhrtal. Im Ruhrtal erstreckt sich die Gemarkung Hünningen über beide Seiten des Flusses („Ruhraue“). Die nächstgelegenen Städte in jeweils rund 10 km Entfernung sind Werl im Norden und Arnsberg-Neheim im Süden. Bis zur Kreisstadt Soest sind es etwa 20 Kilometer in östliche Richtung und die nächstgelegenen Großstädte sind Hamm im Norden (ca. 25 Kilometer entfernt) sowie Dortmund im Westen (ca. 40 Kilometer entfernt).

### Böden und Gewässer
Die Böden in Hünningen sind fruchtbar und erreichen nahezu die hohe Qualität der Soester Börde. Teilweise wird die Bewirtschaftung durch Hanglagen und loses Gestein erschwert. Überwiegend angebaut werden Getreide, Raps und Mais. An einigen Stellen stößt man bereits nach wenigen Zentimetern unter der Erdoberfläche auf Faulschiefer. Diese Bodenbeschaffenheit verlangsamt das Ablaufen von Regenwasser und begünstigt einen hohen Grundwasserpegel.
Bis in die zweite Hälfte des 20. Jahrhunderts wurden mehrere Teiche zugeschüttet, Bäche verrohrt und Sumpfflächen trockengelegt. Weiterhin wurde die Ruhr unterhalb von Hünningen begradigt und befestigt. Durch diese wasserwirtschaftlichen Eingriffe wurde ein erheblicher ökologischer Schaden angerichtet.
Ökologisch wertvoll ist ein naturbelassener Retentionsarm in der Ruhraue sowie die Ruhrinsel, auf der es sogar Spuren von Bibern gibt. Außerdem schieben sich die Arbeiten zur Renaturierung der Ruhr flussabwärts. Diese Maßnahmen haben die Grenze zwischen dem Arnsberger Stadtgebiet und dem Gebiet von Hünningen inzwischen erreicht.

### Umliegende Orte und weiterführende Schulen

#### Mittel- und Oberzentren
Die günstige Lage zwischen den Mittelzentren Neheim, Soest und Werl sowie den Oberzentren Hamm und Dortmund beschert Hünningen in einem für ländliche Verhältnisse kleinen Radius ein breites Angebot an Einzelhandel, Schulen, Gastronomie, Sport- und Kulturstätten sowie medizinischen Einrichtungen. Viele Güter und Dienstleistungen des täglichen Bedarfs werden zudem im Nachbardorf Ense-Bremen angeboten, welchem als Zentralort der Gemeinde Ense eine besondere Bedeutung zukommt.

#### Weiterführende Schulen im Umfeld
Im Zentralort der Gemeinde Ense, in Ense-Bremen, befindet sich mit der Conrad-von-Ense-Schule die nächstgelegene weiterführende Schule. Neben dieser Sekundarschule sind zwei Realschulen (Werl und Neheim-Hüsten), drei weitere Sekundarschulen (Werl, Neheim und Wickede) sowie vier Gymnasien (Werl und Neheim-Hüsten) an das Busliniensystem angebunden. Mit dem Bus sind weiterhin die Gymnasien ins Soest sowie die berufsbildenden Schulen in Neheim-Hüsten und Soest erreichbar. Die im Nachbarort Wickede-Echthausen gelegene Förderschule „Westerheideschule“ wurde zum Ende des Schuljahres 2014/2015 aufgelöst. Seitdem ist die Clarenbachschule in Soest die einzige Schule mit dem Förderschwerpunkt Lernen im westlichen Teil des Kreises Soest.

#### Nachbarorte
Unmittelbar an das Gebiet von Hünningen grenzen auf Enser Seite die Flächen von Waltringen, Bremen, Lüttringen und Höingen an. An der Südspitze grenzt Hünningen an das Stadtgebiet von Arnsberg und im Ruhrtal im Westen an das Gebiet der Gemeinde Wickede. Unmittelbare Nachbarorte sind Waltringen, Bremen, Lüttringen, Voßwinkel und Echthausen (von Norden im Uhrzeigersinn). Mit Höingen gibt es zwar eine gemeinsame Grenze im Wald, aber die Siedlungen grenzen nicht aneinander.
Die engsten Beziehungen bestehen zum Nachbardorf Lüttringen, mit welchem sich Hünningen viele öffentliche Einrichtungen teilt. Zwischen Hünningern und Lüttringern bestehen zudem zahlreiche familiäre und freundschaftliche Beziehungen. Da sich auch das öffentliche Leben zumeist über beide Dörfer erstreckt, ist durchweg von „Doppeldorf“ die Rede.
Enge Bindungen haben die Hünninger zum „Zentralort“ der Gemeinde Ense nach Ense-Bremen. In dieser Funktion beherbergt Bremen beispielsweise das Rathaus sowie die katholische Pfarrkirche St. Lambertus und die evangelische Pauluskirche. Mit dem Friedhof befindet sich auch die letzte Ruhestätte für Hünninger in Ense-Bremen. Weitere Angebote im Zentralort s. o.
Durch Schule, Kindergarten, Vereinsleben oder verwandtschaftliche Bindungen gibt es weiterhin viele Kontakt nach Waltringen. Trotz der geringen Entfernung gibt es allerdings keine fußläufige Verbindung. Eine intakte massive Brücke über den Bremer-Bach wurde 2020 von der Gemeinde Ense abgebrochen.

#### Doppeldorf Hünningen-Lüttringen
Hünningen und Lüttringen werden durchweg als Doppeldorf bezeichnet. Das liegt an den engen freundschaftlichen und teils auch verwandtschaftlichen Beziehungen der Einwohner von Hünningen und Lüttringen. Weitere Gründe sind die gemeinsam genutzten öffentlichen Einrichtungen und das gemeinschaftliche Vereinsleben. „Hünningen-Lüttringen“ wird oft in einem Atemzug genannt und ist auch in der geschriebenen Sprache üblich. Viele Bewohner der beiden Orte empfinden keine auf das eigene Dorf bezogene, sondern eine gemeinsame Identität. Die Kurzform lautet „Hü-Lü“ und wird auch in den Nachbarorten verwendet.
Hü-Lü entspricht der Definition eines Doppeldorfes nach Jürgen Ritter, wonach die beiden Orte „enge gemeinsame Verbindungen haben und sich als faktische Einheit betrachten oder betrachtet haben, obwohl sie räumlich getrennt sind“ (Jürgen Ritter, Peter Joachim Lapp: Die Grenze, ein deutsches Bauwerk, 7. Auflage, Berlin 2009, ISBN 978-3-86153-560-7, S. 128.).

## Bebauung
Die ältesten Gebäude stammen aus dem 19. Jahrhundert und sind im Wesentlichen aus drei Baustoffen errichtet. Dies sind Ziegel, Fachwerk und ein gelblicher regionaler Sandstein. Ab den 1950er-Jahren wurde das Spektrum an Materialien und Farben erheblich erweitert. Üblich sind Sattel- und Walmdächer, welche durchweg mit Dachziegeln und Ausnahmefällen mit Schiefer eingedeckt sind.
Das einzige Merkmal einer einheitlichen Bebauung ist das freistehende Wohnhaus, welches im Erscheinungsbild von Hünningen überwiegt. Gestaltung, Ausrichtung, Bauvolumen, Standard oder Firstrichtung variieren allerdings erheblich. Zur Wohnbebauung gehören neben Ein- und Zweifamilienhäusern etwa zehn Wohnhäuser mit drei oder mehr Wohnungen. Dementsprechend verfügt Hünningen nur über ein geringes Angebot an Mietwohnungen. Die zweitgrößte Gebäudegruppe nach Wohngebäuden stellen landwirtschaftliche Gebäude dar. Andere gewerbliche Bauten spielen nur eine untergeordnete Rolle.
Auffällig – und durch die Siedlungsstruktur von Hünningen bedingt – ist, dass sich vergleichsweise viele Wohnhäuser in Ortsrandlage befinden. Diese Lage ist sehr begehrt und wird von Bauinteressenten bevorzugt.

## Verkehr

### Fernstraßen, Bahn- und Fluganbindung
Das Gebiet des Ortes Hünningen wird im Westen von der A 445 tangiert, welche die A 44 und die A 46 miteinander verbindet. Eine Zufahrt gibt es auf dem Gebiet von Hünningen sowie auf dem gesamten Gebiet der Gemeinde Ense nicht.
Weitere überregional bedeutende Straßen sind die A 2 und die B 63 im Norden, die B 516 im Osten und die B 7 im Südwesten. Weiterhin hat die ehemalige B 1 im Norden, der sogenannte „Hellweg“ eine wichtige verkehrliche Funktion.
Auf der gegenüberliegenden Seite des Ruhrtals (im Westen von Hünningen) befindet sich der Flugplatz Echthausen. Die nächstgelegenen internationalen Flughäfen sind Dortmund-Holzwickede in 28 Kilometern Entfernung und Paderborn-Lippstadt in 56 Kilometern Entfernung.
Im Radius von ca. 15 Kilometern befinden sich mit Neheim-Hüsten, Werl und Wickede (Ruhr) drei Bahnhöfe, welche von Hünningen aus jeweils auch an die Buslinien angebunden sind. Die nächstgelegenen Bahn-Kontenpunkte sind Dortmund und Schwerte im Westen sowie Bestwig im Südosten. Die beste Anbindung nach Norden bzw. Nordosten bieten die Bahnhöfe in Welver und Soest (in 17 bzw. 20 Kilometern Entfernung).

### Örtliches Straßennetz
Die beiden verkehrlichen Hauptachsen des Ortes sind die Füchtener Straße und die Friedensstraße. Über sie ist Hünningen auch an das überörtliche Straßennetz angeschlossen.
Den meisten Verkehr nimmt die Füchtener Straße auf, welche in Ost-West-Richtung verläuft. Die Füchtener Straße verbindet Teile des Stadtgebiets Arnsberg, Teile des märkischen Raums und die Gemeinde Wickede mit der Gemeinde Ense – und umgekehrt. Grund für das hohe Verkehrsaufkommen ist beispielsweise der Industriepark in Ense-Höingen. Die Füchtener Straße wird daher insbesondere im Berufsverkehr stark frequentiert. Für diese Funktion ist die Straße allerdings nicht geeignet, da sie nicht die nötige Breite aufweist, kurvenreich ist und kaum Raum für Fußgänger lässt. An der Füchtener Straße bzw. K 23 ereignen sich innerhalb und außerhalb der Ortschaft mehrere Unfälle pro Jahr. Straßenbaulastträger ist der Kreis Soest und in ihrer Funktion als Kreisstraße trägt die Füchtener Straße die Bezeichnung K 23. Bei Haus Füchten bietet die einspurige Brücke der K 23 die einzige Möglichkeit, auf Enser Gebiet die Ruhr zu überqueren.
Die beiden wichtigsten Nebenachsen sind Robberts Kamp / Mittelweg und die Schäferstraße mit ihren jeweiligen Stichstraßen.

## Öffentliche Einrichtungen und Infrastruktur

### Öffentliche Einrichtungen
Zu den öffentlichen Einrichtungen gehören die Grundschule „Fürstenbergschule“ am südlichen Ortsrand sowie das Feuerwehrhaus und ein Spielplatz in der Dorfmitte. Mit Plätzen für Fußball, Tennis und Beachvolleyball sowie einer kleinen Skateranlage verfügt Hünningen gemeinsam mit Lüttringen über diverse Sportstätten. Vereins- und Gesundheitssport wird auch in der Turnhalle der Fürstenbergschule betrieben. Die Räumlichkeiten der Schützenbruderschaft St. Hubertus Hüningen-Lüttringen können für Veranstaltungen mit bis zu 500 Personen genutzt werden. Zu den Gemeinschaftseinrichtungen in der Dorfmitte zählen weiterhin ein Glockenturm, welcher in den 1980er-Jahren errichtet wurde, und eine Bushaltestelle.
In der Ortsmitte verfügt Hünningen über einen Spielplatz, ein Feuerwehrhaus und über eine beidseitige barrierefreie Bushaltestelle mit Wartehäuschen.

### Leitungsnetze und Energie
Seit der letzten Ausbaustufe des Gas-Leitungsnetzes Anfang des 21. Jahrhunderts verfügen fast alle Gebäude über eine Anschlussmöglichkeit. Neben Gasheizungen wird nach wie vor auch noch mit Heizöl geheizt und weit verbreitet sind ergänzende Holzöfen.
Ende des 20. Jahrhunderts wurden in weiten Teilen des Ortes Leitungen für Kabelfernsehen verlegt. Diese Leitungen ermöglichen relativ hohe und stabile digitale Datenübertragungen. Ein Breitbandausbau ist noch nicht erfolgt.
Die Mobilfunkabdeckung in Hünningen ist in allen Netzen gut.
Am östlichen Ortsrand erzeugen zwei Windräder regenerative Energie.

### Kanalisation
Vorherrschend sind in Hünningen Mischwasserkanäle. Die Abwässer werden im Klärwerk am Bremer Bachtal gereinigt (Kläranlage Bremen). Aufgrund topografischer Besonderheiten fließen die Abwässer jedoch zunächst in die entgegengesetzte Richtung. Die Kanalisation mündet dementsprechend im Westen oberhalb der ehemaligen Bodendeponie. Von dort werden die Abwässer in östliche Richtung gepumpt und müssen dabei einen Höhenunterschied von 30 Metern überwinden. Vom Scheitelpunkt am östlichen Ortsrand fließen die Abwässer dann durch Schwerkraft zum Klärwerk (50 Meter Höhenunterschied). Betreiber der Kläranlage Bremen ist der Ruhrverband, welcher das gereinigte Wasser in den Bremer Bach leitet. Dieser Bach, welcher 2019 renaturiert wurde, mündet zwischen Hünningen und Waltringen in die Ruhr. Von sämtlichen Hünninger Gebäuden ist lediglich Haus Füchten nicht an die Kläranlage Bremen angebunden.

### Deponien
Am östlichen Ortsausgang oberhalb der A 445 hat der Kreis Soest in den 1980er-Jahren eine Bodendeponie betrieben. Diese Deponie und die angrenzende Autobahn haben die Natur erheblich beeinträchtigt und die Topografie nachhaltig verändert.
Am nördlichen Ortsrand in Richtung Waltringen, dem sogenannten „Buttersiepen“, wurden bis in die 1970er-Jahre Abfälle entsorgt.

## Berufe und Gewerbe
Das Geschäfts- und Arbeitsleben von Hünningen hat seit Mitte des 20. Jahrhunderts einen drastischen Wandel durchlebt. Berufe wie Schmied, Gastwirt, Schneider oder Schreiner gibt es im Dorf nicht mehr. Selbst Landwirtschaft wird nur noch im Nebenerwerb betrieben (s. o.). Die klassische „Hausfrau und Mutter“, die weibliche Standrad-Rolle bis ins späte 20. Jahrhundert, ist heute die Ausnahme.
Das letzte Einzelhandelsgeschäft Lork hat 1979 geschlossen und die Gaststätte Schumacher wurde von wechselnden Pächtern bis Anfang des 21. Jahrhunderts betrieben. Selbst Landwirtschaft wird inzwischen nur noch im Nebenerwerb betrieben. Zwar leben nach wie vor mehrere Unternehmer in Hünningen, diese betreiben ihr Gewerbe aber durchweg außerhalb des Ortes.
Vor diesem Hintergrund erklärt es sich, dass die deutliche Mehrheit der Berufstätigen inzwischen außerhalb des Dorfes arbeitet. In Hünningen selbst sind noch ein metallverarbeitender Betrieb sowie ein Unternehmen, das sich im Hoch- und Tiefbau betätigt, ansässig. Vor Ort gehandelt werden beispielsweise noch Brennholz, Eier oder Honig und im Dorf wird Kosmetik angeboten.
Die berufstätigen und Bewohner von Hünningen arbeiten überwiegend außerhalb des Ortes. Zahlreiche Arbeitsplätze bietet beispielsweise der ca. 4 Kilometer entfernte Industriepark Höingen. Dort sind mittlerweile zahlreiche Unternehmen aus unterschiedlichen Branchen tätig. Schwerpunkt ist die Metallverarbeitung. Arbeit finden die Menschen weiterhin in den Nachbarstädten sowie in den kleineren Orten in der Umgebung. Die Pendelstrecken sind für ländliche Verhältnisse relativ kurz, vereinzelt nehmen Bewohner von Hünningen aber auch Pendelstrecken von über 100 Kilometern auf sich.
Obwohl von Süden im Bereich des Fürstenbergs über Westen bis ans Bremer Bachtal Hünningen stets von Wald umgeben war, ist Forstwirtschaft kein gewichtiger Wirtschaftszweig mehr. Viel Wald ist Stürmen und Borkenkäferplagen zum Opfer gefallen. Außerdem wurden Waldflächen abgeerntet. Diese Entwicklung wirkt sich nicht nur wirtschaftlich aus, sondern hat auch negative Auswirkungen auf das optische Erscheinungsbild, den Wohnwert und den Lärmschutz zur A 445.

## Politik und Verwaltung
Bis zum Inkrafttreten des Kreis-Soest-Gesetzes zum 1. Juli 1969 war Hünningen eine eigenständige Gemeinde mit eigenem Gemeinderat und Bürgermeister. Hünningen gehörte zum Amt Bremen. Im dortigen Rathaus wurden die Verwaltungsgeschäfte erledigt. Dazu gehörte beispielsweise das Führen der Gemeindekasse.
Seit der kommunalen Neugliederung ist Hünningen nicht mehr eigenständig und bildet mit 13 weiteren Ortschaften die Gemeinde Ense im Kreis Soest. Wegen der geringen Einwohnerzahl und des verkleinerten Gemeinderates entsendet Hünningen kein „eigenes“ unmittelbar gewähltes Gemeinderatsmitglied. Hünningen wurde in Gemeinderatswahlen stets mit den Nachbardörfern Lüttringen und Waltringen zusammengefasst. Für diese westlichsten Ortsteile der Gemeinde bestehen zwei Wahlbezirke.
Da in Ense das Amt des Ortsvorstehers nicht vorgesehen ist, nimmt auch niemand in dieser Eigenschaft ausdrücklich die Interessen des Ortes wahr.

## Freizeit, Tourismus, Sport und Kultur
Durch die geografische Lage an der Schnittstelle zwischen Sauerland und Soester Börde gibt es in und um Hünningen vielfältige und vielseitige Freizeitangebote.
In Hünningen gibt es keine Gastronomie und keine touristischen Übernachtungsmöglichkeiten. Entsprechende Angebote finden sich ab ca. 3 Kilometer Entfernung. Wie in der gesamten Gemeinde Ense spielt Tourismus in Hünningen keine bedeutende Rolle. Durch ein sich änderndes Freizeitverhalten ist Bewegung in diese Situation gekommen. Zu dem geänderten Freizeitverhalten gehören gesamtgesellschaftliche Trends, die auch in Hünningen zu beobachten sind:
- Vereinsleben hat nicht mehr den hohen Stellenwert wie im 20. Jahrhundert
- Trend zu Individualsport, wie Wandern oder Fitness
- Radfahrende Familien und Senioren
- Regelmäßiges Aufkommen von Trendsportarten

Insbesondere am stark frequentierten Ruhrtalradweg lassen sich täglich Familien, Senioren und Berufspendler auf zwei Rädern sowie Radsporttreibende beobachten. Daran lässt sich das geänderte Freizeitverhalten festmachen und dadurch ist auch der Tourismus in Hünningen angekommen.
Beliebte Ausflugsziele außerhalb von Hünningen sind der Möhnesee, die Soester Altstadt oder die Innenstädte von Neheim und Werl.

### Radwegenetz
Der bekannteste Radweg auf Hünninger Gebiet ist der Ruhrtalradweg von Winterberg im Sauerland bis zur Flussmündung in Duisburg. Etwa in der Mitte seines 240 Kilometer langen Verlaufs führt dieser Fernradweg auch durch Hünninger Gebiet. Von Neheim-Hüsten kommend verläuft der Ruhrtalradweg flussabwärts an Haus Füchten vorbei und durch die Ruhraue zur Wickeder Gemeindegrenze. Bei der Mündung der Möhne in die Ruhr in Neheim bietet sich die Möglichkeit, in den 65 Kilometer langen Möhnetalradweg abzuzweigen, welcher über den Möhnesee und den Warsteiner Raum bis nach Brilon führt.
Vom Ruhrradweg führt eine Verbindung durch das Bremer-Bach-Tal zum Panoramaradweg, welcher weitere Radwegenetze erschließt. Beispielsweise über Ense-Bremen und Niederense zur Möhne. Über die Haar führen Radwege in die Soester Börde und ins Münsterland.
Eine Besonderheit bildet der Handwerk-Pur-Radweg, welcher komplett über das Gebiet der Gemeinde Ense führt.

### Wandermöglichkeiten
Unmittelbar an den Ort grenzen der Fürstenberg, das Bremer-Bach-Tal und das Ruhrtal mit guten Wanderbedingungen. Für eine mehrstündige Wanderung bietet sich auch der Werler Stadtwald an. Von Hünningen aus ist das Wandern in Tallagen aber auch in hügeliger Landschaft möglich. Es gibt sowohl Wege durch die freie Feldflur, als auch Routen durch Wälder. Einige Wege sind ausgeschildert und an das überörtliche Wanderwegenetz – insbesondere des Sauerländer Gebirgsvereins (SGV) – angegliedert.
Ein beliebtes fußläufiges Ausflugsziel ist der Fürstenberg mit der Fürstenbergkapelle und der nahezu komplett verschwundenen Burgruine „Richters Köpfchen“.

### Sport und Freizeit
Zusammen mit Lüttringen bietet Hünningen ein vergleichsweise hohes Freizeitangebot. An der Grenze zu Lüttringen, der Straße „Am Gelke“, befinden sich die Sporthalle der „Fürstenbergschule“, ein Beachvolleyballplatz, eine Skateranlage, die Schützenhalle, ein Sportplatz mit Sportheim und Laufbahn, eine Tennisplatzanlage mit Vereinsheim und ein Siedlerheim.
Die Wander- und Radwege bieten auch Langläufern abwechslungsreiche Trainingsmöglichkeiten.
Während einerseits der Individualsport zunimmt, hat andererseits beispielsweise die Bedeutung von Fußball im Verein abgenommen und der ehemals stark verbreitete Taubensport gehört seit Anfang des 21. Jahrhunderts der Vergangenheit an.
Die umliegenden Mittel- und Oberzentren (s. o.) bieten diverse Sportstätten, Kletterparks, Kartbahn, Bäder, Fitnessstudios, Kegel-/Bowlingbahnen etc. sowie Sauna- und Wellnesslandschaften. Der Radius beträgt ca. 10 bis 40 Kilometer.

### Kultur
Bei der örtlichen Bevölkerung sind insbesondere Vereinsfeste beliebt. Das größte dieser Art ist das dreitägige Schützenfest der Schützenbruderschaft St. Hubertus Hünningen-Lüttringen e. V. im Juli.
Das Musikleben wird u. a. getragen vom Gesangverein Cäcilia Lüttringen e. V. und dem Spielmannszug Hünningen der Feuerwehr Ense. Ungeachtet der Namensgebung kommen die Aktiven der musiktreibenden Gruppen sowohl aus Hünningen als auch aus Lüttringen. Damit stehen sie exemplarisch für das Vereinsleben im „Doppeldorf Hünningen-Lüttringen“. Bezeichnend für beide Gruppen ist es, dass sich das Angebot ursprünglich nur an Männer richtete. Inzwischen handelt es sich um gemischte Formationen, wobei weiterhin auch das Liedgut des klassischen Männerchors gepflegt wird.
Überregional bekannt sind die Konzerte und Ausstellungen auf Haus Füchten.
Museen, Konzertsäle, Oper und Theater befinden sich in den umliegenden Mittel- und Oberzentren (s. o.). Der Radius beträgt 10 bis 40 Kilometer.

## Religion und Konfessionen
Bis in die Zeit der Sachsen im 7. Jahrhundert n. Chr. wurden in Hünningen heidnische nordische Gottheiten angebetet. Mit der Eroberung des westfälischen Raums durch die Karolinger im 8. Jahrhundert ging die Christianisierung einher. Von da an bis in die Mitte des 20. Jahrhunderts waren die Menschen nahezu ausnahmslos römisch-katholisch. Auch heute noch ist die Mehrheit der Bevölkerung römisch-katholisch, doch seit dem Ende des Zweiten Weltkriegs sind auch vermehrt evangelische Christen nach Hünningen gezogen. Andere Religionen sind in Hünningen nur vereinzelt vertreten und die Zahl der konfessionslosen Einwohner steigt.
In seiner Ausarbeitung aus dem Jahr 1986 widmete sich Hilmar Tilgner auch der Frage nach einem Kirchengebäude, als Zentrum des religiösen Lebens nach der Christianisierung durch die Franken.
Hünningen gehörte bis zum Ende des 20. Jahrhunderts mit Bremen, Lüttringen, Ruhne, Höingen und Waltringen zum katholischen Kirchspiel Bremen. Durch den Zusammenschluss zu Pastoral- und Pfarrverbünden sind die Zuordnungen und räumlichen Grenzen in Bewegung geraten, doch die alte Bremer Pfarrkirche St. Lambertus ist nach wie vor der zentrale Identifikationspunkt der Gläubigen.
Von überregionaler Bedeutung der Lambertuskirche in Ense-Bremen sind die Reliefs der germanischen Gottheiten Donar und Frida am Altbau-Portal des Gotteshauses. Diese Darstellung bildet auch für Hünningen ein wichtiges heimatgeschichtliches Zeugnis. Sie erinnert bis heute an den Übergang vom nordischen Götterglauben an das Christentum. Dieses ungewöhnliche Ensemble bildet eine nahezu sensationelle heimatgeschichtliche Quelle, welche zudem nicht an Schriftform gebunden ist.
Evangelische Christen aus Hünningen gehören zur Paulusgemeinde, deren Grenzen fast deckungsgleich mit der Gemeinde Ense sind. Bei der Pauluskirche handelt es sich um ein Gebäude aus den 1970er-Jahren, welches multifunktional als Gemeindezentrum genutzt wird. Auch hier sind Zuordnungen und räumliche Grenzen durch Zusammenschlüsse in Bewegung geraten.
Am östlichen Ortsrand befindet sich ein Heiligenhäuschen. Dieses dient der inneren Einkehr sowie dem Gedenken an die Vermissten und Gefallenen der beiden Weltkriege. Hier macht regelmäßig die Fronleichnamsprozession Station. Diese findet traditionell am Sonntag nach Fronleichnam statt.
Das Haupthaus von Haus Füchten beherbergt eine eigene Kapelle. Auf Haus Füchten endet die jährliche Fronleichnamsprozession mit einem abschließenden Gottesdienst.

## Persönlichkeiten

### Söhne und Töchter der Gemeinde
- Josef Plöger (1923–2005), Weihbischof in Köln (1975–1991)

### Mit Hünningen verbunden
- Josef Wiesehöfer (* 1951), deutscher Althistoriker, aufgewachsen in Hünningen[4]